# Assedio di Orano (1556)
L'assedio di Orano fu un evento bellico che contrappose le truppe ottomane di Algeri che assediarono la guarnigione spagnola d'istanza ad Orano. L'assedio, avvenuto via mare e via terra, non ebbe il successo sperato e venne tolto nell'agosto del 1556 dopo circa un mese di combattimenti, quando la flotta ottomana composta di 40 galee venne richiamata in servizio nel Mediterraneo orientale.
Mentre gli ottomani erano occupati nell'assedio i marocchini, alleati con gli spagnoli, occuparono la città Tlemcen.